# 公立羽咋病院
公立羽咋病院（こうりつはくいびょういん）は、石川県羽咋市に所在する公立病院。羽咋市、宝達志水町、志賀町の1市2町で構成する羽咋郡市広域圏事務組合が管理及び運営している。

## 診療科・部門

### 診療科
- 内科
- 小児科
- 循環器科
- 眼科
- 耳鼻咽喉科
- 皮膚科
- 泌尿器科
- 産婦人科
- 外科
- 整形外科
- 脳神経外科
- 形成外科

### 部門
- 看護部
- リハビリテーション部門
- 薬剤科
- 放射線科
- 臨床検査科
- 栄養科
- ME科
- 内視鏡室
- 医療サービス推進室
- 医療安全管理対策室